# José Ignacio Pavón
José Ignacio Pavón (Veracruz, 1791- ciutat de Mèxic, 25 de maig de 1866) fou president interí de Mèxic del 14 al 15 d'agost de 1860.
Pavón va realitzar els seus estudis al Col·legi de San Ildefonso en la ciutat de Mèxic. El 1818 va ser síndic de l'ajuntament de la capital de Mèxic i el 1820 secretari de la junta de censura i assessor especial d'Hisenda. Fou jutge censor de la llei d'impremta en el període imperial d'Agustin de Iturbide i oficial major d'Hisenda (1823) i de Relacions (1825). Fou President de la Suprema Cort de Justícia durant el govern d'Ignacio Zuloaga. Va assumir provisionalment la presidència només per a transmetre legalment el poder a Miguel Miramón. Pels seus serveis a la causa dels conservadors, Pavón va ser recompensat en ser restituït a la Suprema Cort de Justícia, del qual seria despatxat durant el govern liberal del president Benito Juárez l'any següent. Durant la Intervenció francesa va ser designat segon suplent de la regència de l'Imperi. No obstant això, a causa de diferències amb Juan Nepomuceno Almonte, va ser designat a la presidència de la recent Cort de justícia del Primer Imperi Mexicà.